# 阿赫松努特莉
阿赫松努特莉（Ahsonnutli，在较为久远的来源中也拼写作Estsanatlehi、Etsanatlehi），意为“变化的女人”。是一位纳瓦霍族神话中的创造神。她协助创建了天空和大地。在英语故事中，她通常命名为变化的女人。
纳瓦霍人神话中最高的女神，大自然变化的化身，创造了日光和苍穹。她在天地结合时诞生，以一块人形绿松石的形象出现在第一批人们的面前。后来阿赫努莉成了第一批人的保护神，同太阳的载体结合，生下了一对双胞胎。他们成为了纳瓦霍神话中文明英雄的武士神。阿赫松努莉同毛毛雨相关，被称为“青绿色女人”，她有时同妹妹“白贝壳女人”共同行动，据某些神话称，阿赫松努莉为两性生物，能改变自己的年龄。
另说，阿赫松努特莉或“Estsanatlehi”是纳瓦霍与阿帕奇(Apache)印地安人传说中的祖先，亦被称为“变化的女人”。有三种说法：
1. 她可以随意改变自己的年龄；
2. 她在一天中不停地由年轻到老，再返老还童；
3. 她在冬天衰老，翌春重获青春。